# Magiske objekter i Harry Potter
| Portal | Portal:Harry Potter |

Den følgende liste indeholder Magiske objekter i Harry Potter-serien. Alle disse ting eksisterer for personerne i J.K. Rowlings romanserie.

## Artefakter

### De Vises Sten
De Vises Sten bygger på legenden om stenen af samme navn. Den kan omdanne alle metaller til guld, og med den kan man brygge en eliksir, der giver evigt liv. Den er kun med i Harry Potter og De Vises Sten, hvor Voldemort forsøger at få fat i den gennem Professor Quirrell.
Stenen bliver beskrevet som blodrød, ca. to tommer lang. Der kendes kun til ét eksemplar af stenen, og den ejes af Nicolas Flamel. I De Vises Sten er han 665 år gammel.
I starten af De Vises Sten er Harry sammen med Hagrid inde i nissebanken Gringotts for at hente en lille beskidt pakke fra boks 713, der viser sig at indeholde stenen, for derefter at tage den med til Hogwarts for at opbevare den der. Her bliver en lang række magiske forhindringer sat op for at beskytte stenen fra Voldemort. Harry, Ron og Hermione følger efter Professor Quirrell gennem de forhindringer, skolens lærere har sat op som beskyttelse af Stenen, og forhindrer således Voldemort i at skaffe sig evigt liv.
Stenen bliver i slutningen af bogen destrueret af Dumbledore med Nicolas Flamels tilladelse.

### Flammernes Pokal
En groft tilskåret træpokal udgør Flammernes Pokal, der bliver brugt i indledningen til Turneringen i Magisk Trekamp hver eneste gang den bliver afholdt. Pokalen fungerer som upartisk dommer og vælger hvilke elever fra hver skole, der skal deltage i turneringen. Eleverne lægger et stykke papir med deres navn i pokalen, og den vælger den elev, der er bedst egnet. Når en papirlap med en elevs navn dukker op af pokalen, er eleven valgt.
Den falske Skrækøje Dunder udtaler at pokalen er et meget stærkt magisk objekt, og er meget svær at vildlede med mindre man bruger en exceptionelt stærk Confundusbesværgelse.
Til turneringen i Flammernes Pokal, bliver den placeret i indgangshallen, og der bliver tegnet en alderslinje hele vejen rundt om den. Alderslinjen er en fortryllelse som Dumbledore har kastet og forhindrer elever yngre end 17 år (hvor børn i den magiske verden bliver myndig) i at lægge deres navn i pokalen. Når pokalen ikke er i brug, bliver den opbevaret i et juvelbesat skrin.

### Fordelingshatten
Fordelingshatten er en magisk hat, der bestemmer hvilket af de fire kollegier – Gryffindor, Hufflepuff, Ravenclaw eller Slytherin – eleverne skal gå på i deres skoletid på Hogwarts. Til festen i begyndelsen af det nye skoleår på Hogwarts får hver eneste af de nye førsteårselever hatten på hovedet efter tur. Hatten diskuterer med sig selv mens den gennemgår elevens stærke og svage side, og siger højt, så hele Storsalen kan høre det, hvilket kollegie eleven er kommet på. Herefter tager eleven hatten af og sætter sig ved sit kollegiebord. Ifølge Harry, og også en kort kommentar fra Hermione, taler hatten med eleven der skal placeres, og lytter også gerne til elevens mening. Fordelingshatten havde meget svært ved at placere Harry på et kollegie, og ville helst have placeret ham på Slytherin, men Harry bad specifikt om ikke at komme på Slytherin, fordi han havde hørt dårligt om kollegiet. I stedet sendte hatten ham til Gryffindor. Rowling har udtalt at hatten var lige ved at placere Harry på Slytherin, fordi den kunne mærke en del af Voldemorts sjæl, der var i Harry.
Hvert år, inden hatten fordeler eleverne, synger den en sang, der er forskellig fra år til år. Disse sange kan indeholde advarsler om kommende farer, som den gør det i Fønixordenen. Sangene varierer i længde og indhold, men inkluderer altid en lille beskrivelse af hvert kollegie.
Fordelingshatten er Godric Gryffindors gamle hat, men da han og de andre grundlæggere blev klar over, at de ikke kunne blive ved med at vælge elever til skolen i al evighed, tog han hatten af, og de puttede alle deres visdom i hatten, så den i fremtiden kunne vælge for dem. Fordi den er så gammel, ser den enormt slidt og beskidt ud.
Hatten har vist evnen til at fremtrylle Gryffindorsværdet fra hattepulden to gange; i Hemmelighedernes Kammer, hvor Harry trækker sværdet, da han kæmper mod basilisken, og i Dødsregalierne, hvor Neville trækker det. Dumbledore gør det klart i Hemmelighedernes Kammer, at kun en sand Gryffindorelev vil kunne hidkalde sværdet på denne måde.
I Dødsregalierne sætter Voldemort ild til hatten, men den bliver ikke ødelagt for alvor, da Neville trækker sværdet fra hatten umiddelbart efter. I epilogen bliver det afsløret, at hatten stadig virker fuldt ud, da Harry fortæller sin yngste søn, at hvis han virkeligt ikke vil på Slytherin, så skal hatten nok tage det med i sine overvejelser.
I de to første film lægger den engelske skuespiller Leslie Phillips stemme til hatten.
Til Harry da han nægtede at blive valgt ind i Slytherin: Ikke Slytherin siger du. Er du sikker? Du kan bli' mægtig at du ved det. Og Slytherin kan hjælpe dig på vej mod storheden. Det er der ingen tvivl om. Nåååh! Men hvis du er sikker. Så må det bli'. GRYFFINDOR!

### Gryffindors sværd
Gryffindors sværd er et sværd med store rubiner på håndtaget. Sværdet er lavet af nisser. Det var oprindeligt Godric Gryffindors, der var en af grundlæggerne af Hogwarts. I Hemmelighedernes Kammer trækker Harry sværdet ud af Fordelingshatten, da han kæmper mod basilisken. I Dødsregalierne, hvor det bliver afsløret at sværdet er blevet forstærket med basiliskgift (sværdet absorberer alt, der gør det stærkere), bliver det brugt til at destruere tre af Voldemorts Horcruxer.
Ifølge nissen Griphook er sværdet umuligt at ødelægge, ligesom alle andre våben lavet af nisser. Det var oprindeligt smedet af Ragnuk den Første og ”stjålet” (købt) af Gryffindor. Det bliver stjålet (eller taget tilbage som nisserne ville sige) af Griphook, da sværdet falder ud af Harrys hånd, da han og de andre bryder ind i Bellatrix Lestrange’s bankboks i Gringotts. Det kommer tilbage til menneskene, da Neville senere i bogen trækker det ud af Fordelingshatten og bruger det til at hugge hovedet af Voldemorts slange Nagini. Dette viser, at uanset hvor end sværdet er på det tidspunkt, vil det vende tilbage til hatten, når en sand Gryffindorelev har brug for det.
Rowling har sagt på en chat, at Gryffindor købte sværdet på lovlig vis af Ragnuk, og dermed ikke stjal det, som Griphook ellers hævder. Det er blot pga. hans store mistro til troldmænd, at han har dette synspunkt.

## Detektorer

### Afslører
En Afslører er et højrødt viskelæder, der kan afsløre usynligt blæk. Hermione køber et i Diagonalstræde, og bruger det senere, da hun forsøger at få noget tekst frem i Romeos Dagbog. Dog uden held.

### Erindringskugle
En Erindringskugle er en lille gennemsigtig kugle, der er fyldt med klar røg, som bliver rød, hvis man har glemt noget. Desværre fortæller den ikke ejeren, hvad han eller hun har glemt, hvilket gør den lettere ubrugelig. Den meget glemsomme Neville får en Erindringskugle i De Vises Sten af sin bedstemor, men mister den på sit femte år. De er forbudte at bruge til U.G.L-eksamenerne på femte år, da eleven vil kunne vide, om han eller hun har skrevet det forkerte svar.

### Fjendespejl
Et Fjendespejl er et spejl, der viser ens fjender, i eller ud af fokus afhængigt af, hvor tæt de er på ejeren af spejlet. Men som alle andre mørkedetektorer kan det blive narret, som Harry siger det til et D.A.-møde i den 5. bog. Den falske Skrækøje Dunder siger, at han ikke frygter sine fjender før, han kan se det hvide i deres øjne. Han har selv et fjendespejl hængende på sit kontor. I Fornødenhedsrummet, som D.A. bruger til deres møder, er der også et Fjendespejl.

### Hemmelighedssensor
En hemmelighedssensor er en mørkedetektor, der beskrives som en gylden tv-antenne. Den vibrerer når den opfanger løgne og forsøg på at dække over noget fordækt. Den falske Skrækøje Dunder siger, at den ”duer selvfølgelig ikke her på Hogwarts” fordi eleverne lyver om, hvorfor de ikke har fået lavet deres lektier. Men det kan meget vel være fordi, han selv var Ferm Jr., der udgav sig for at være Dunder.
I Fønixordenen får man at vide, at hemmelighedssensorer bliver brugt i indgangshallen i Ministeriet for Magi på gæster. Senere i bogen nævner Harry at hemmelighedssensorer, ligesom andre mørkedetektorer, kan blive narret. I Halvblodsprinsen bliver Argus Filch udstyret med en hemmelighedssensor og tjekker alle elever, der skal ind på Hogwarts. Alle ugler bliver ligeså tjekket, så ingen mørke objekter finder vej ind på slottet. Senere forklarer Hermione, at selvom hemmelighedssensorer kan finde forbandelser og skjulte besværgelser, kan de ikke finde kærlighedseliksir, da dette ikke er et mørkt objekt.

### Luskometer
Et Luskometer tjener som en mørkedetektor. Det beskrives som en lille snurretop i glas, der lyser op, snurrer og fløjter, hvis man møder nogle, der ikke er til at stole på, eller hvis der foregår luskede ting i nærheden.
Luskometeret bliver introduceret i Fangen fra Azkaban, hvor Ron giver et til Harry til hans 13-års fødselsdag, som han har købt i Egypten. Det dukker op igen i samme bog i Hogwartsekspressen og i Harry og Rons sovesal. Harry opdager senere at Scabbers (Rons rotte), der er til stede hver gang Luskometeret går af, er en animagus og i virkeligheden er forræderen Peter Pettigrew. I Flammernes Pokal har den paranoide Skrækøje Dunder adskillige Luskometre i varierende størrelse stående på sit kontor. De er dog alle sat ud af funktion, da ”de blev ved at fløjte”, fordi der foregår så meget lusk rundt om i korridorerne på Hogwarts. Det bliver senere afsløret at Skrækøje i virkeligheden var Hr. Ferms søn, der drak Polyjuice og udgav sig for at være Dunder.
I Dødsregalierne får Harry endnu et Luskometer af Hermione i fødselsdagsgave, som de bruger til at advare dem, da de skjuler sig.

### Uret hos Familien Weasley
Standuret hos familien er et specielt ur, der befinder sig i Vindelhuset hos Familien Weasley. Det har ni visere, én for hvert familiemedlem. I stedet for at vise hvad klokken er, viser det hvor henne eller med hvilken status familiemedlemmerne har. De kendte muligheder er ”hjemme”, ”arbejde”, ”skole”, ”på vej”, ”blevet borte”, ”hospital”, ”fængsel” og ”dødelig fare”. Familien Weasley er den eneste kendte familie, der ejer sådan et ur. Dumbledore kalder det et ”fremragende ur”.
Der hvor tallet tolv normalt ville være står ”dødelig fare”. I løbet af de første fem bøger skifter viserne for familiemedlemmerne regelmæssigt, men i sjette bog står alle 9 visere på ”dødelig fare” hele tiden, undtagen når nogen transporterer sig. Fru Weasley tror, at når Voldemort er tilbage, så er alle i dødelig fare hele tiden, men hun kan ikke være sikker, da hun ikke kender nogle andre, der har sådan et ur.

## Dødsregalierne
Dødsregalierne er tre magiske objekter som først bliver omtalt i Harry Potter og Dødsregalierne. Ifølge legenden om dem så vil den, der forener Dødsregalierne, blive herre over døden. Det forlyder at mange troldmænd i tidens løb har forsøgt at finde dem, men det er meget få for hvem det er lykkedes. Bl.a. fordi de ikke engang var sikre på, at de rent faktisk eksisterede, og derudover er det meget svært at lokalisere dem. Meget få troldmænd tror at historien om Dødsregalierne findes. De fleste tror, ligesom Viktor Krum at tegnet for Dødsregalierne er tegnet for den mørke troldmand Gellert Grindelwald.
Ifølge fortællingen i Eventyret om De Tre Brødre møder brødrene Peverell Døden, der tilbyder dem hver et ønske. Den ældste bror ønsker en tryllestav, der ikke kan blive slået i duel. Den mellemste ønsker at kunne bringe nogen tilbage fra de døde og den yngste bror, der ikke stoler på Døden, beder om en måde så Døden ikke kan finde ham. De får Oldstaven, Genopstandelsesstenen og Usynlighedskappen.

### Oldstaven
Oldstaven også kendt som Dødsstaven eller Skæbnestaven er en meget kraftig tryllestav lavet af hyld med en magisk kerne af et hår fra halen på en Thestral. Det skulle være den stærkeste tryllestav der har eksisteret, og når dens sande herre benytter den, vil han eller hun ikke kunne blive besejret i en duel. Det lader også til, at den ikke vil tillade sig selv at skade dens sande herre. Tryllestavsmageren Hr. Ollivander siger, at Oldstaven vil fungerer fuldt ud, hvis for den nye ejer, hvis han eller hun har afvæbnet, lammet eller dræbt (selv på mugglermanér) den tidligere herre. Rowling har udtalt, at staven er brutal i sit valg af herre, da den kun bliver kun draget af magt, modsat almindelige tryllestave, der i en hvis forstand er ”tro” mod sin herre. Hvis den sande herre af staven dør en naturlig død uden nogensinde at have tabt, så vil stavens kræfter også dø ud, da den aldrig er blevet vundet fra sin herre.
Den oprindelige ejer Antioch Peverell fik den ifølge legenden af døden selv, selvom Dumbledore mener, at han selv fremstillede staven. Fornærmede en anden troldmand, og dræbte ham derefter i en duel, hvorefter han blærede sig vidt og bredt med den uovervindelige tryllestav. Han blev slået ihjel mens han sov, af en der ville have den kraftige stav. Lige siden har magthungrende troldmænd søgt at få fat i Oldstaven. På et tidspunkt kom den i den bulgarske tryllestavsmager Gregorovitch’ besiddelse. Gregorovitch blærede sig også med staven, da han troede det ville øge hans popularitet som tryllestavsmager. Han prøvede at lave reverse engineering på staven, for at kunne hamle op med Hr. Ollivander. Den unge Gellert Grindelwald stjal den fra den berømte tryllestavsmager, og brugte den i sit terrorregime. Dumbledore erobrede den fra ham i den berømte duel fra 1945, hvorefter han tog kontrol over staven. Dette var den eneste af Dødsregalierne han var i stand til at have, da han ikke ville have magt eller dræbe med den men derimod tæmme den.
Da Dumbledore arrangerede sin egen død med Severus Snape, var det meningen at Snape skulle ende op med staven. Fordi Dumbledores død ikke ville være resultatet af Snapes sejr, håbede han på, at det ville bryde Oldstavens kræft. Men da Draco Malfoy afvæbnede Dumbledore blev han den nye herre af staven. Efter Dumbledores død blev tryllestaven lagt med ham i hans grav. I den sidste bog hører Voldemort om staven, og tager ud for at få fat i den, da han tror, at det er den stav, der gør, at han kan besejre Harry Potter. Han finder til sidst ud af, at Dumbledore var den sidste ejer af staven og åbner graven for at tage den i sin besiddelse. Han finder dog senere ud af, at han aldrig blev dens sande herre, da han ikke vandt den fra den tidligere ejer. Derfor dræber han Snape, da han ikke er klar over at den sande herre egentlig er Draco Malfoy. Draco har dog aldrig selv haft Oldstaven, desuden blev han afvæbnet af Harry, og var således løst fra sit ”ejerskab” af staven længe før Voldemort fik fat i den. I Slaget om Hogwarts genkender Oldstaven Harry som sin sande ejer, så da Voldemort kaster sin dødsbesværgelse mod Harry og staven ”møder” Harrys Expelliarmus-besværgelse kaster dødsbesværgelsen tilbage til kasteren og dræber Voldemort.
Efter at have repareret sin egen tryllestav med Oldstaven, har han intentioner om at ligge den tilbage i Dumbledores grav, for at fuldføre planen om at Oldstavens sande herre skal dø en naturlig død, så den mister kræften og slutter sit blodige spor.
Rowling afslørede i et interview at hun overvejede at give den sidste bog titlen Harry Potter and the Elder Wand (på dansk Harry Potter og Oldstaven)

### Genopstandelsesstenen
Genopstandelsesstenen giver ejeren mulighed for at vække de døde. Ifølge eventyret kaldte den oprindelige ejer Cadmus Peverell sin døde forlovede tilbage fra de døde, men blev drevet til vanvid, fordi hun ikke var rigtigt levende. Til sidst begik han selvmord for at slutte sig til sin forlovede. I generationer gik stenen i arv og da den endte op hos Marvolo Barsk, som var Voldemorts bedstefar, var den blevet sat ind i en ring, der bar tegnet for Dødsregalierne. Marvolo Barsk troede dog at det var hans slægtsmærke.
Både Dumbledore og Grindelwald ønskede at få fingre i stenen, men af to forskellige grunde. Dumbledore ville genoplive sin døde familie, mens Grindelwald ville skabe en hær af Inferi (en slags zombie der kan styres af den troldmand, som har vakt dem til live). Voldemort brugte ringen med stenen i til at lave en horcrux.
Dumbledore fandt ringen i ruinerne af Barsks hus, og opdagede at den både var en Horcrux og en af Dødsregalierne. I hans iver efter at vække sin døde søster til live, glemte han at den også indeholdt en af Voldemorts sjælestykker og at den sikkert var udstyret med talrige beskyttelsesbesværgelser. Besværgelserne ødelagde hans hånd, og begyndte at sprede sig til resten af hans krop. Selvom det lykkedes Dumbledore, med hjælpe fra Snape, holde den ødelæggende besværgele til den allerede døde hånd, var Dumbledore dødsdømt og havde måske et år at leve i.
Dumbledore efterlod stenen til Harry gemt i Det Gyldne Lyn, som Harry fangede i sin mund i sin allerførste Quidditchkamp, hvor han næsten slugte det. Når Harry presser Lynet mod læberne afslørede det teksten ”Jeg åbner, når det lukker” Harry kunne ikke åbne lynet før han skulle til at dø. Da han finder ud af, hvordan han får åbnet Lynet og får fat i stenen, tilkalder han sine forældre, Sirius og Lupus så de kan følge ham det sidst stykke af hans vej til Voldemort og den visse død. Harry taber stenen i Den Forbudte Skov. Harry og Dumbledores portræt bliver senere enige om, at han ikke skal forsøge at finde den, og heller ikke sige til nogen, hvor den er. Rowling har i et interview udtalt, at hun godt kan lide tanken om, at en kentaur kom forbi, trådte stenen ned i den bløde muld, og skjulte den for altid.

### Usynlighedskappen
I eventyret har Usynlighedskappen evnen til at skærme bæreren, så han eller hun ikke kan ses af Døden. Det er en sand usynlighedskappe, da den fuldstændigt kan skjule bæreren, og ikke mister kraften (som ”almindelige” usynlighedskapper gør med tiden). I Dødsregalierne er bliver det afsløret at Harrys usynlighedskappe er en af de tre Dødsregalier. Oprindeligt tilhørte den Ignotus Peverell, der fik den af Døden selv. Herefter er den gået i arv gennem mange generationer indtil James Potter fik den. Den nat hvor Voldemort dræbte James og Lily havde Dumbledore lånt kappen, for at studere den, da han mistænkte den for at være en af Dødsregalierne. Dumbledore opbevarede kappen indtil Harry kom på Hogwarts og gav ham den som en julegave på hans første år på skolen. Harry bruger kappen talrige gange gennem serien til at snige sig rundt på slottet. Den er stor nok til, at både Ron og Hermione kan skjule sig under den sammen med Harry, selvom det bliver sværere og sværere, da de alle tre vokser betydeligt gennem bøgerne. I slutningen af bog 7 forklarer Dumbledore, at kappens sande kraft er, at den kan skærme og beskytte ejeren, og hvem der ellers har den på.
Almindelige mennesker og troldmænd kan ikke se en, når man har kappen på, men nogle væsner er i stand til at mærke, at der er nogen under kappen. Slanger kan ikke se hvem der er under kappen, men de kan føle bevægelse og varme, og derfor virker kappen ikke på dem. Mrs. Norris, Filch’ kat, virker også som om, hun kan se Harry, når han gemmer sig under kappen. Man kan også bliver afsløret med besværgelsen ”Homenum Revelio”. I Flammernes Pokal kan Skrækøjes magiske øje se igennem kappen. I Fangen fra Azkaban advarer Dumbledore om, at Dementorer ikke lader sig narre af usynlighedskapper.
I slutningen af Dødsregalierne beslutter Harry, at usynlighedskappen er den eneste af Dødsregalierne han vil beholde, og at han har planer om at lade den gå videre i arv.

## Eliksirer

### Opskrifter
Volubilis-eliksiren
Ingredienser:
Honningvand, Mynteblade-saft, kogt Mandraker, Blævreorme-slim.
Opskrift: Varm eliksiren op. Hæld Honningvandet i kedlen. Varm eliksiren op. Hæld Mynteblade-saften i gryden og varm eliksiren op. Hæld Mynteblade-saften i gryden. Hæld kogt Mandraker i kedlen. Tilsæt Blævreorme-slimet og varm eliksiren op.
(Denne eliskir brygger 2.årseleverne)
Mikstur til helbredelse af bylder
Ingredienser: Blævreormeslim, Plantesaft, knuste Slangehugtænder, Pinsvinepigge, Muldjord
Opskrift: Varm eliksiren op. Tilsæt Blævreormeslimet i kedlen. Varm eliksiren op. Hæld Plantesaften i kedlen hvorefter den varmes op. Hæld forsigtigt Slangehugtænderne i kedlen og tilsæt derefter alle Pinsvinepiggene. Hæld Muldjordet i kedlen. Varm igen eliksiren op.
(Denne eliksir brygger 1.årseleverne)

### Eliksiringredienser
Der bruges forskellige ingredienser til at lave eliksirene. Nogle af ingredienserne findes i den virkelige verden mens andre er opfundet.
Ormetræ er en sort, flydende væske. Det kommer fra træer og er bedre kendt som sort kogt harpiks lagt i vand.
Honningvand er kogt honning som bl.a. bruges i Volubilis-eliksiren.
Blævreormeslim er slim fra en ulækker orm kaldet en blævreorm. Det bruges blandt andet i Mikstur til helbredelse af bylder-eliksiren sammen med bl.a. tørrede nælder og knuste slangehugtænder. Den bruges bl.a. også i Volubilis-eliksiren sammen med kogt Mandraker (Alrunerod), mynteblade og honningvand.

### Amortentia
Amortentia er en kærlighedseliksir, der får den, som drikker den, til at udvikle en voldsom besættelse og sanseløs forelskelse i den, der har givet personen eliksiren. Den har en perlemorskær og dampende danne spiraler. Normalt bliver den enten tvunget i folk eller givet dem uden, at de opdager det. Effekten bliver stærkere jo længere eliksiren har ”lagret”, som man hører om i bog 6, da Ron ved en fejl spiser nogle Chokoladefrøer fyldt med Amortentia, der var ment til Harry, og som har ligget længe. Det er den stærkeste af alle kærlighedseliksirer, og den dufter unikt for hvert enkelt individ, da den dufter af det, som tiltrækker en mest. Således dufter den for Harry af en træagtig duft fra kosteskafter og en blomsteragtig duft, der viser sig at tilhøre Ginny. Hermione kan dufte nyslået græs, pergament og noget der givetvis er Ron.

### Den Indre Freds Drik
Den Indre Freds Drik er en eliksir, der dæmper uro og mildner ophidselse. I Fønixordenen sætter Snape sine elever til at lave den. Det er en meget svær eliksir at lave, da ingredienserne skal tilsættes i den helt rigtige rækkefølge, man skal røre det helt rigtige antal gange, og varmen skal sænkes i det helt rigtige antal minutter, inden man tilsætter den sidste ingrediens. Ingredienserne indbefatter bl.a. månesten og saft af nyserod.

### Den Levende Døds Drik
Den Levende Døds Drik er en eliksir, der vil sende den, der drikker den, i en så dyb søvn, at man vil tro han eller hun er død. Den bliver nævnt i Harrys allerførste eliksirtime. Den består af asfodel-rod og malurt. Halvvejs gennem fremstillingen er eliksiren brombærfarvet, og når der tilsættes knust sopoforus-knold, bliver den lys lilla. Den bliver lysere og lysere ved omrøring, og når den er færdig, er den klar som vand.
Efter udgivelsen af Halvblodsprinsen mente mange, at Dumbledore ikke var død, men at han blot havde taget denne eliksir. Et af argumenterne var den eneste af de eliksirer som bliver nævnt i Harrys første eliksirtime med Professor Schnobbevom, der ikke var blevet brugt endnu.

### Felix Felicis
Felix Felicis også kendt som ”Flydende Held”, er en eliksir, der vil give, den der drikker den, ualmindeligt meget held. Brugeren vil føle sig meget lykkelig under påvirkning af den, og vil samtidigt have fornemmelsen af, at han eller hun kan klare hvad som helst. Tidsrummet, effekten virker, afgrænses af, hvor meget man indtager. Den kan være farlig i større doser, og er totalt forbudt ved alle sportsbegivenheder. Eliksiren ligner guld i flydende form. Ifølge Horatio Schnobbevom kan man få bivirkninger som dumdristighed og overmod ved overforbrug. I Halvblodsprinsen lader Harry som om, at han putter noget i Rons græskarjuice om morgenen, så han vil klare sig godt udtagelsesprøven til Quidditchholdet. Ron bliver lige pludseligt meget heldig og selvsikker, da han er overbevist om, at han har indtage eliksiren. Han bliver altså påvirket af placeboeffekten. Harry, der har vundet en lille flaske i en eliksirtime, bruger halvdelen af flasken til at få Horatio til at udlevere et minde om Voldemort og Horcruxer. Den anden halvdel giver han til Ron, Hermione, Ginny, Neville og Luna Lovegood, da Dødsgardisterne bryder ind på Hogwarts og dræber Dumbledore. Navnet på eliksiren stammer fra det latinske ord ”felix”, der betyder lykke eller held, som er bøjet i nominativ og genitiv singularis, og navnet betyder således ”lykke af lykke”.

### Polyjuice-Eliksir
Polyjuice gør det muligt for den der drikker det, at antage en anden persons skikkelse i et vist tidsrum (omkring en time). Den består af talrige ingredienser deriblandt en del af den person, man vil forvandles til, f.eks. et hår. Smagen og farven af eliksiren afhænger tilsyneladende af "den person, der er i". Derudover nævnes det at florfluer, igler, marehalm, ranunkel, pulveriseret enhjørningehorn, og revet skind fra en ronkedor indgår i fremstillingen. Første gang, man hører om den, er i Hemmelighedernes Kammer, hvor Harry og Ron transformerer sig til Vincent Crabbe og Gregory Goyle, så de kan udspørge Draco Malfoy om Hemmelighedernes Kammer. I Flammernes Pokal bruger Bartimeus Ferm Jr. den til at for forklæde sig som Skrækøje Dunder igennem et helt skoleår. I Halvblodsprinsen bruge Crabbe og Goyle eliksiren til at tage skikkelse af to piger, mens de vogter indgangen til Fornødenhedsrummet. I Dødsregalierne bliver den første brugt til at få medlemmer af Fønixordenen til at tage skikkelse af Harry, for at vildlede Voldemort og Dødsgardisterne. Senere bruger Harry den til at forklæde sig som den fiktive ”Barney Weasley” til Bill Weasley og Fleur Delacours bryllup. Harry, Ron og Hermione bruger også eliksiren, da de infiltrerer Ministeriet for Magi, hvor de tager skikkelse af nogle af de ansatte. Harry og Hermione bruger den desuden til at forklæde sig som et mugglerpar, da de skal udforske Godric Dalen. Den sidste gang man hører om den, bruger Hermione til at forvandle sig til Bellatrix Lestrange for at kommer ind i Gringotts og bryde ind i hendes boks. Eliksiren virker kun til menneske-til-menneske forvandling, som Hermione finder ud af i Hemmelighedernes Kammer, da hun ved en fejl får fat i et hår fra en kat i stedet for et fra Pansy Parkinson. Dette resulterer i en halv forvandling og et længere ophold i hospitalsfløjen.

### Veritaserum
Veritaserum eller sandhedsserum er en ekstremt stærk eliksir, der med kun tre dråber vil tvinge en hver til at buse ud med sine inderste hemmeligheder. Det bliver brugt første gang på Ferm Jr. i Flammernes Pokal. I Fønixordenen prøver Dolora Nidkjær at bruge det på elever, mens hun forhører dem deres tilhørsforhold til Dumbledores Armé, men bruger i virkeligheden en ineffektiv eliksir, som Snape har udstyret hende med. Hun prøver også at bruge den på Harry, ved at putte den i en kop te, som hun serverer for ham, men han lader være med at drikke det og hælder det i stedet i en potteplante, fordi han mistænker hende for lusk. I Halvblodsprinsen overvejer Harry at bruge serummet til at få Horatio Schnobbevom til at give ham sit minde om Voldemort, men kommer på bedre tanker. Rita Rivejern bruger eliksiren til at få fat i historien om Dumbledores barndom fra Bathilda Bagshot. Rowling har afsløret på sin hjemmeside, at Veritaserum kan blive narret ved at bruge Okklumensi, og at eliksiren ikke er tilladt at bruge ved troldmandsdomstolen.

## Malerier og fotografier
Portrætter og fotografier i den magiske verden har evnen til at bevæge sig, tale og vise følelser og personlighed. Selv personer der for længst er døde kan bevæge sig rundt i rammen eller besøge andre malerier i nærheden. Personer som har portrætter mere end ét sted kan de gå fra sted til sted via deres portrætter. Der findes talrige portrætter på Hogwarts, og de går ofte på besøg hos hinanden. Det vides ikke hvordan de magiske portrætter bliver til; om de bliver malet af en maler, eller om de bliver til på anden vis. Magiske fotografier bliver til ved at tage et normal foto og fremkalde det i en magisk fotovæske.
Mindst tre portrætter, Den Fede Dame, Ariana Dumbledore og billedet med frugtskålen ind til køkkenet, kan gøre ting, som påvirker verdenen uden for rammen. Den Fede Dame skjuler indgangen til Gryffindors opholdsrum og kan åbne indgangen, når hun får det rigtige kodeord. Arianas portræt kan også svinge til side, og bag det er en hemmelig passage til Hogwarts fra Det Glade Vildsvin. Den blev skabt af Neville Longbottom da han var i Fornødenhedsrummet og skulle bruge noget at spise. Billedet af en frugtskål svinger til siden, så man kan komme ind i køkkenet, hvis man kilder pæren til den griner.
Personerne på portrætterne kan bevæge sig frit imellem hinanden inden for Hogwarts område. Hvis de skal bevæge sig uden for slottet kræver det dog, at der er et portræt af dem selv, som hænger et andet sted uden for slottet. Der er f.eks. både et portræt af Phineas Nigellus Black på Grumsted Plads nr. 12, som er eget af Familie Black, og et portræt på rektors kontor på Hogwarts, fordi han har været rektor der. Han kan således frit bevæge sig mellem Hogwarts og Grumsted Plads nr. 12. I Dødsregalierne beder Harry Phineas Nigellus om at hente Dumbledore fra hans billede på skolen, men Phineas forklarer at portrætter kun kan bevæge sige ud af Hogwarts, hvis de har kopier af dem selv hængende uden for skolen.
I Dødsregalierne får Severus Snape råd og instruktioner af Dumbledores maleri, hvilket tyder på at portrætter beholder personens hukommelse og personlighedstræk, eller kan blive fortryllet så de beholder minder. Dumbledores portræt græder også, da han hører at Harry har besejret Voldemort, hvilket yderligere tyder på at malerierne beholder hukommelse og følelser fra deres motiv.
Rowling selv har ikke sagt meget om billederne, men hun har dog udtalt at de er et svagt aftryk af den virkelighedens person. Den imiterer denne, men er dog mindre ”virkeligt” end et spøgelse (Næsten Hovedløse Nick forklarer at spøgelser er sjæle fra troldmænd, der har været bange for at forlade denne verden).

### Portrætter på Rektors kontor
På rektors kontor findes portrætter af alle tidligere ledere af skolen. Portrætterne tjener at vejlede den til enhver tid siddende rektor.
- Phineas Nigellus Black: han har også et maleri på Grumsted Plads nr. 12, som han kan bevæge sig frit imellem. Ifølge hans tipoldebarn Sirius Black var Phineas den mest upopulære rektor Hogwarts nogensinde har haft. I Dødsregalierne fjerne Hermione portrættet fra Grumsted Plads og tager det med på deres mission for at finde Horcruxene. Han er fortørnet over trioens mangel på respekt, men fortæller dem om begivenheder på Hogwarts, og hvordan Dumbledore ødelagde en Horcrux. I Snapes minder bliver det afsløret at Phineas har hjulpet Snape og Dumbledore, så de kunne finde trioen.
- Armando Dippet: Han var rektor mens Romeo Gåde gik på Hogwarts og åbnede Hemmelighedernes Kammer. Han blev efterfulgt af Dumbledore.
- Dilys Derwent: Han har tidligere været Healer på Skt. Mungos Hospital for Magiske Kvæstelser og har derfor et portræt hængende der, som han kan besøge.
- Everard: som også har et portræt hængende i Ministeriet for Magi, nærmere betegnet Mysteriedepartementet.
- Dexter Fortescue: han er muligvis i familie med Florean Fortescue, der ejer en iscafé i Diagonalstræde
- Albus Dumbledore
- Severus Snape: Billedet var ikke hængt op, da Harry kom tilbage til kontoret efter at have dræbt Voldemort, men Rowling mener, at Harry har udtrykt at Snapes portræt også skal op at hænge.[5]

### Den Fede Dame
Den Fede Dame skjuler indgangen til Gryffindors opholdsrum. Hun lader sit maleri svinge til side (nogle gange modvilligt), når man siger det rigtige kodeord, som bliver skiftet fra tid til anden. I løbet af bøgerne er følgende kodeord: Latterfugl (bog 2), Caput Draconis (Bog 2), Fortuna Major (bog 3), Bragesnak (bog 4), Elverlys (bog 4), Elvernys (bog 4), Banankage (bog 4) og Mimbulus Mimbletonia (bog 5). Hun bliver ofte sur, hvis man vækker hende, og er også tit fuld når hun er sammen med sin bedste veninde Violet (se længere nede). Den Fede Dame er ikke kendt under noget andet navn, og det vides ikke, om hun er et maleri af en virkelig person.
I De Vises Sten forlader hun sit maleri midt om natten og lukker Harry, Ron, Hermione og Neville ude af Gryffindortårnet. I Fangen fra Azkaban flænser Sirius hendes portræt, fordi hun ikke vil lukke ham ind, og hun vender først tilbage efter et stykke tid og stærkt bevogtet af et hold sikkerhedsdværge.
I den første film bliver Den Fede Dame spillet af Elizabeth Spriggs. I den tredje film bliver hun spillet af Dawn French. Den Fede dame er ikke med i den anden, fjerde og femte film.

### Andre billeder
- Sir Cadogan: en excentrisk ridder med en fed pony, der hænger på en ensom afsat på 7. etage. Efter Den Fede Dame var blevet angrebet var han den eneste, der turde vogte Gryffindortårnet. Han blev dog meget upopulær da han skifter kodeord hele tiden og udfordrer alle til at duellere, i stedet for at lukke dem ind. Da Den Fede Dame kom igen blev han hængt tilbage på sin plads på 7. sal.
- Violet: den fede dames veninde, som ses drikke sammen med.
- Walburga Black: hænger på et stort maleri i hallen på Grumsted Plads nr. 12. Sirius Blacks moder.
- Havfruen: på vejledernes badeværelse.
- Billedet ved køkkenet: er en stor skål frugt. Når man kilder pæren bliver den til et håndtag, så man kan komme ind i køkkenet.
- Elfrida Cragg: hænger i Ministeriet
- En Healer på Skt. Mungos Hospital for Magiske Kvæstelser
- Portræt hos Mugglernes premierminister, som beskrives som en lille mand med en lang sølvparyk. Ministeren for Magi benytter dette billede til at kommunikere med premierministeren.
- Anne Boleyn hænger ved hovedtrappen på Hogwarts
- Killingerne der er malet på platter, som Dolora Nidkjær har hængt op på sit kontor på Hogwarts og i Ministeriet.
- Billedet af nogle munke og kasse med 500 gammel vin, som Den Fede Dame og hendes veninde Violet sætter til livs.

### Fotografier
Magiske fotografier kan ligesom malerier bevæge sig, og nogle gange forlader de billedet. Som med menneske i malerierne tyder det ikke på, at de bliver ældre. Fotografier taget af almindelige mugglerkameraer kan også blive vakt til live. Colin Creevey siger i Hemmelighedernes Kammer, at en dreng i opholdsstuen har fortalt ham, at hvis han fremkalder dem i den rigtige magiske væske, så vil billederne kunne bevæge sig. Dog afspejler magiske fotografier ikke følelser eller handlinger af deres virkelige motiv. Der er magiske fotografier i aviser og blade i Den Magiske Verden, ligesom billederne på Troldmandskortene også bevæger sig. I Fangen fra Azkaban er der flere billeder af Sirius Black i Profettidende. Alt for Hekse indeholder også fotografier af smilende og blinkende hekse. Personer på fotografier kan, ligesom dem i malerier, gå ud af rammen, men der er intet der tyder på, at de kan besøge personer i andre fotografier, ej heller at de kan kommunikere med andre fotografier eller folk i den virkelige verden, som det er tilfældet med deres malede modstykker. Dog lader det til at de har nogen viden om, hvad der sker i den virkelige verden. Da Harry i Fønixordenen besøger Hr. Weasleys kontor så er Percy, som den eneste, tilsyneladende udvandret fra familiefotoet. På billedet som Colin Creevey tog af Glitterik Smørhår og Harry, er Harry også flygtet fra billedet og har modstået alle Glitteriks forsøg på at hive ham ind i billedet igen.

## Mørke objekter

### Den Hjælpende Hånd
Den Hjælpende Hånd er en bleg hånd, der er til salg i Borgin og Burkes i Tusmørkegyde. Når man giver den et stearinlys, kan lyset kun ses af dens ejermand. Ifølge Borgin selv er det ”listetyvens bedste ven” Den bliver først nævnt, da Draco Malfoy og hans far Lucius Malfoy besøger butikken i Hemmelighedernes Kammer. Malfoy bruger hånden til at slippe ud af Fornødenhedsrummet i Halvblodsprinsen i ly af Espresso-Mørkepulver fra Peru købt i Weasleys Troldmandstricks.

### Andre mørke objekter
- Unavngivne ting i Borgin og Burkes

- Blodplettede spillekort
- Den forbandede Opalhalskæden, der har taget livet af 19 mugglere, og som næsten dræbte Katie Bell i Halvblodsprinsen.
- Et Stirrende glasøje
- Menneskeknogler
- Ondt-udseende maske
- Spidse rustne instrumenter

- Ting der findes i Tusmørkegyde

- Fingernegle
- Giftige stearinlys
- Kødædende snegle

- Ting der findes på Grumsted Plads nr. 12

- En snusdåse der bider
- Et edderkoppeagtigt instrument, nærmest som en mangebenet pincet, som prøver at stikke hul i Harrys hud. Ødelagt af Sirius.
- En spilledåse, der spiller en magisk melodi, der ville putte alle i en fortryllet søvn, hvis ikke den var blevet stoppet af Ginny.
- Et bornholmerur, med tung metalbolte, som det skyder efter forbipasserende.
- En gammel sæt lilla gevandter, der prøver at kvæle Ron.
- En krystalflaske, med en prop med en opal, og noget der ligner blod indeni.
- Klør
- Rustne knive

## Opbevaring

### Alastor Dunders kiste
Skrækøje Dunder har en fortryllet kiste, der har syv låse. Hver lås åbner et ”nyt” rum. Den sidste lås åbner et rum, der er omkring 3 meter dybt, hvor Bartimeus Ferm Jr. holder den rigtige Skrækøje fanget. De andre rum indeholder et blandet sortiment af Mørkedetektorer, tryllebøger og Dunders Usynlighedskappe.

### Hermiones pung
Hermione har en pung, som hun har brugt Magisk Udvidelse på, så den har enormt meget plads indeni, selvom den ikke er blevet større udenpå. Den indeholder næsten alt det, som de har brug for, da de bliver nødt til at Spektral Transfere sig væk fra Fleur og Bills bryllup i Dødsregalierne.

### Mindekarret
Mindekarret er et lavt stenkar med mærkelige udskæringer i form af runer og symboler omkring kanten. Det indeholder tanker og minder, der i fysisk form er en mystisk lys sølvfarvet substans, der hverken er flydende eller gas. På overfladen er der krusninger, som når man puster op en skål med vand i. En heks eller troldmand kan tage sine egne eller andres tanker hælde dem ned i karret, og så kan man i ro og mag gennemgå dem senere. Alle kan se mindet i karret, som også tillader at man dykker helt ned i mindet, så man er midt i begivenheden som en slags magisk virtual reality. Når man berører karret med sin tryllestav, bliver overfladen klar og glasagtig, hvorefter man kan se mindet udspille sig ovenfra.
Rowling har udtalt, at minder i mindekarret også indeholder de ting, som man ikke lagde mærke til eller har glemt, dette er magien i Mindekarret. Når man trækker et minde ud, er det som en sølvtråd. Det bliver gjort ved at man tager sin tryllestav op til tindingen, og trækker mindet ud. Minder som er blevet modificeret eller som er meget gamle (som Horatio Schnobbevoms) kan være tykke og gele-agtige og kan være tågede at se. Husalfer kan også trække minder ud, da i hvert fald husalfen Hokey giver Dumbledore et minde. Sidste gang karret er omtalt er i slutningen af Dødsregalierne, da Harry bruger det til at finde ud af sandheden om Snape.

### Moleskindspunge
Moleskindspunge kan, ligesom Hermiones pung, have et stort antal genstande i sig, selvom selve pungen ikke er særligt stor, men med en Moleskindspung er det kun ejeren, der kan tage tingende ud. Harry får en sådan pung af Hagrid i fødselsdagsgave. Han gemmer Lynet, som han arvede fra Dumbledore, en del af det ødelagte tovejsspejl som Sirius gav ham og den falske Horcruxmedaljon i den. Rufus Scrimgeour har også en Moleskindspung, som han bruger til at opbevare tingene fra Dumbledores testamente og give dem til Harry, Ron og Hermione.

## Skriveudstyr

### Auto-Svar Penne
Auto-Svar Penne bliver først nævnt i Fønixordenen, hvor de er forbudte at bruge til U.G.L-eksamen. De bliver ikke nævnt i de andre bøger, men det må antages, at de er forbudte at bruge til alle eksamener på Hogwarts.

### Blodpennen
Blodpennen bliver brugt af Dolora Nidkjær i Fønixordenen til at afstraffe elever. Den bliver beskrevet som en ualmindeligt spids sort fjerpen. Når man bruger den skærer pennen på magisk (og smertefuld) vis ind i håndryggen, på den der skriver. Såret heler lige med det samme, men for hver gang man skriver, tager det længere og længere tid for såret at hele. I den femte bog har Harry en del eftersidninger med Nidkjær, hvor han med penne bliver sat til at skrive "Jeg må ikke lyve". Ved brug gentagne gange i en periode, kan det ende med at blive til et ar, som da Harry viser det til Rufus Scrimgeour i de to sidste bøger. Lee Jordan prøver også denne form for eftersidning. I filmen bliver alle medlemmer i Dumbledores Armé straffet på denne måde.

### Kvikskribler
Kvikskribleren er en lang syregrøn fjerpen, der kan skrive selv. Rita Rivejern bruger den under sit interview med Harry om Turneringen i Magisk Trekamp til Profettidende, da hun på denne måde bedre ”kan koncentrere sig om at interviewe Harry”. Den skriver langt mere melodramatisk end konversationen egentligt er, og skriver også ting, som slet ikke sker eller bliver sagt. Harry prøver at rette den, men Rita ignorer ham. I Dødsregalierne nævner Rita i et interview om hendes biografi om Dumbledore, at Kvikskribleren hjalp hende med at skrive bogen så hurtigt, som hun gjorde.

## Spejle

### Drømmespejlet
Drømmespejlet er et mystisk spejl, som Harry opdager ved en tilfældighed i De Vises Sten. På det står der skrevet ”Erised stra ehru oyt ube cafru oyt on wohsi”. Læs bagfra: ”I Show not your face but your hearts desire”. På dansk: “Jeg viser ikke dit ansigt men dit hjertes begær”. Det er et stort figurspejl med en rigt dekoreret guldramme, som står på to løvefødder. Når Harry ser i spejlet ser han sig selv omgivet af sine forældre og andre for længst afdøde familiemedlemmer. Ron ser sig selv som præfekt, holdkaptajn for Quidditchholdet og med quidditchpokalen i hånden (det viser han ønske om at blive bedre end sine langt mere succesfulde brødre, og sin berømte og populære ven Harry). Dumbledore advarer Harry om at spejlet hverken giver visdom eller sandhed, og at mænd har spildt deres liv foran det, fortryllet af hvad de så.
Dumbledore selv siger, at han ser sig selv holde et par dejlige uldsokker. ”Man kan aldrig have for mange sokker”, siger han og beklager sig over, at han ingen fik til jul, fordi folk insisterer på at give ham bøger. Men i Dødsregalierne og senere i et interview bliver det forklaret at han, ligesom Harry, ser sig selv og sin afdøde familie sammen og lykkelige, samt at Aberforth forsoner sig med ham.
Drømmespejlet var den sidste forhindring, der var for at beskytte De Vises Sten i den første bog. Dumbledore gemte stenen inde i spejlet og fortryllede det således, at kun den person der ville finde stenen, men ikke bruge den, ville kunne få fat i den. Alle andre ville se sig selv brygge livseliksir eller lave ting om til guld.

### Fjendespejl
Se under Detektorer

### Spejl som råber
Både i Vindelhuset og i et værelse på Den Utætte Kedel findes et spejl, der kan tale. Da Harry forsøger at rede sit hår foran spejlet, sige det ”den manke kan du godt opgive min ven”. 

### Tovejs spejl
I Fønixordenen giver Sirius Harry et Tovejsspejl som han oprindeligt brugte til at kommunikere med James, når de begge havde eftersidning to forskellige steder. De findes i par og bliver aktiveret ved at holde det, man har, op og sige navnet på den anden ejer. Så vil den anden ejers hoved dukke op på ens eget spejl og osv. Harry får det i gave af Sirius efter han har på Grumsted Plads nr. 12 henover julen. Sirius fortæller Harry, at han med gaven kan komme i kontakt med Sirius, hvis han skulle få brug for ham. Harry, der ikke ønsker at Sirius roder sig ud i noget, beslutter at han ikke vil benytte sig af det, og undlader derfor at åbne pakken. Da Sirius er død finder han pakken i bunden af sin kuffert og finder ud af, hvad det er, men han kan selvfølgeligt ikke få fat i Sirius længere og kaster det fra sig, så det går itu.
I Halvblodsprinsen snupper Mundungus Fletcher en masse ting fra Grumsted Plads deriblandt tovejsspejlet. Han sælger det til Dumbeldores bror Aberforth Dumbledore, som bruger det til at holde øje med Harry i Dødsregalierne. Da Harry i desperation kalder på hjælp i en skår fra sit eget spejl, dukker et klart blåt øje op (som Harry forveksler med Albus Dumbledores) og sender Dobby til Malfoy Manor for at redde ham.

## Transport

### Flyvende tæpper
Flyvende tæpper er normalt tykke gulvtæpper, ofte med mønstre og fabrikeret i Mellemøsten, der er blevet forhekset, så de kan flyve. Flyvende tæpper har tidligere været et tilladt transportmiddel i Det Magiske Samfund i Storbritannien, men de er nu forbudte, fordi de er defineret som ”Muggler artikler” ifølge Registret for Ulovlige Besværgelsesduelige Objekter. Det er derfor ulovligt ifølge den engelske troldmandslov at fortrylle tæpper, så de kan flyve, selvom der stadig er andre lande, hvor det er tilladt. Hr. Weasley var involveret i forbuddet mod flyvende tæpper, fordi han arbejder i Kontoret for Misbrug af Mugglergenstande. Det kan deduceres, at forbuddet er forholdsvist nyt, da Hr. Weasley har været med til at lave det, og fordi Hr. Ferms bedstefar havde et Axminster (navn på flyvende tæppe) med plads til 12 personer.

### Forsvindingskabinettet
Forsvindingskabinettet er det ene af to kabinetter, hvoraf det ene befinder sig på Hogwarts, og det andet i Borgin og Burkes i Tusmørkegyde. Når man går ind i det ene, kommer man du af det andet.
Forsvindingskabinettet bliver først nævnt i Hemmelighedernes Kammer, da Harry ved en fejltagelse ender i Borgin og Burkes, og gemmer sig for Malfoy og hans familie i det. Det andet kabinet i parret bliver også nævnt i Hemmelighedernes Kammer, da Næsten Hovedløse Nick får Peeves til at smadre det ned lige oven på Filch’ kontor for at hjælpe Harry med at slippe for en eftersidning, fordi han havde lavet mudderspor på slottet. Fred og George Weasley tvinger i Fønixordenen Slytherins holdkaptajn og medlem af Inkvisitionspatruljen Patruljen Montague ind i det, fordi han prøver at tage point fra Gryffindor. Han bliver fanget mellem de to kabinetter og er tæt på at dø, da det til sidst lykkes ham at Transfere sig væk. Draco opdager, efter at hørt om Montagues oplevelse, at man kan transportere sig mellem de to kabinetter. Det lykkes ham senere at reparere det kabinet, som Peeves ødelagde, således at Dødsgardisterne kan komme ind på det ellers svært bevogtede Hogwarts.

### Hogwartsekspressen
Hogwartsekspressen er det tog, som kører eleverne fra London til Hogwarts. Det afgår fra Kings Cross Station perron 9¾ præcis kl. 11.00 d. 1. September hvert år. For at komme ind på perronen skal man gå lige igennem væggen mellem perron 9 og 10. Det kører non-stop fra Kings Cross til Hogsmeade station, hvorfra eleverne kører i hestevogn op til slottet. Toget kører nordpå fra London og er først fremme efter mørkets frembrud.

### Hr. Weasleys bil
Hr. Weasley ejede en tyrkisblå Ford Anglia, som han havde fortryllet og givet den talrige egenskaber. Bilen kunne flyve, til tider blive usynlig og rumme hele Familien Weasley så de sad komfortabelt, uden at de ydre dimensioner blev større, idet Hr. Weasley har lavet en Magisk Udvidelse på den. I Hemmelighedernes Kammer ”låner” Fred og George og Ron bilen, for at befri Harry fra hans fangenskab på Ligustervænget. Ron og Harry snupper efterfølgende bilen, så de kan komme til Hogwarts, da Dobby har forseglet indgangen til perron 9¾. Bilen sætter ud da de næsten er ved skolen, og de må nødlande. Uheldigvis lander de i Slagpoplen, hvorefter bilen flygter ud i Den Forbudte Skov, da Harry og Ron er kommet ud af den. Hr. Weasley får efterfølgende en sag på halsen, da flere Mugglere har set bilen på vej til Hogwarts, fordi usynlighedsfunktionen satte ud på vejen.
Da Harry og Ron besøger Aragog i Den Forbudte Skov, og han fortæller sine slægtninge de godt må spise drengene, kommer bilen dem til undsætning og kører dem i sikkerhed. Dens videre skæbne kendes ikke, men Ron siger, at den fortryllede bil er blevet ”vild”, fordi den lever i skoven, og den tilsyneladende har sin egen vilje ligesom et levende væsen.

### Koste
Koste bliver brugt til at transportere sig på af hekse og troldmænd i alle aldre, og til det meget populære troldmandspil Quidditch. De er lidt ligesom flyvende tæpper, selvom tæpperne er forbudt i Storbritannien. Et kosteskaft er dog væsentligt mindre behageligt end et flyvende tæppe – specielt ved længere rejser. Koste er et stort kommercielt produkt i troldmandsverdenen, og der er talrige brands og modeller. Disse strækker sig fra legetøjskoste, som kun løfter sig en halv meter over jorden, familiemodeller med plads til alle, og ekstra plads til bagage og til sportsmodeller til de topprofessionelle quidditchhold, der skal bruge det ypperste, der findes. Kostene er på den måde meget som mugglerverdenens biler.
Harry, der spiller quidditch, får en Nimbus 2000" allerede i De Vises Sten, der på det tidspunkt er den bedste af alle koste. Den bliver ødelagt af Slagpoplen i Fangen fra Azkaban, men samme år forærer Sirius ham en Prestissimo, der er den hurtigste kost i verden, som også landsholdene i quidditch bruger til verdensmesterskabet.
Derudover hører vi også om følgende koste:
Stjerneskud, Cleansweep 5, Cleansweep 7, Comet 2-60, Comet 2-90, Nimbus 2001 (der er afløseren for Nimbus 2000), Robusteren ("en kost for hele familien med indbygget tyverialarm")  og en Sølvpil.
Der findes naturligvis også tonsvis af accessories og litteratur om koste. Følgende bøger bliver nævnt:
”Dus med din Kost”, ”Håndbog i gør-det-selv kostepleje” og ”Kend din Kost”. Fleetwood Højglanspolering, som er et kosteplejesæt Harry får i bog 3 og et Kostekompas  til længere kosterejser, er nogle af de gadgets, der bliver nævnt.

### Ministeriets biler
Ministeriets biler er nogle grønne biler, der er blevet magisk udvidet, så man kan sidde en hel familie på bagsædet og alligevel sidde komfortabelt. De er også fortryllet, så de kan glide gennem smalle passager, der er mindre en bilen. Bagagerummet er ligeledes blevet magisk udvidet, så det let kan rumme flere store skolekufferter. De bliver kørt af en af Ministeriets chauffører, der er klædt i smaragdfarvet fløjl. Familien Weasley og Harry får stillet to biler til rådighed i Fangen fra Azkaban, som kører dem fra Den Utætte Kedel til King's Cross Station.

### Natbussen
Natbussen er en kæmpestor skriglilla trippeldækkerbus med gigantiske hjul, enorme forlygter og guldbogstaver i forruden, der transporterer hekse og troldmænd, hvorhen de ønsker det. Der er ikke normale sæder i bussen, men køjer eller stole og små borde, da inventaret skifter alt efter, hvornår på døgnet man tager bussen. Der er således hængekøjer, gardiner for vinduerne og stearinlys, Harry første gang stiger på bussen i Fangen fra Azkaban. I Fønixordenen da Harry tager bussen for sidste gang, er den skrigrød og er proppet med et udvalg af umage stole. Natbussen er hurtigere end at flyve på kosteskaft, men ikke så hurtig som at bruge Spektral Transferens eller Susepulver. Det koster penge at køre med bussen, og Harry betaler 11 sølvsegl for at tage turen fra Little Whinging til Den Utætte Kedel. Tandbørster, varm chokolade og lignende kan fås for et ekstra tillæg.
Bussen er offentlig transport for hekse og troldmænd der ikke kan eller ikke vil andre former for transport. Der er ikke en bestemt rute, som bussen følger. Passagerer skal blot hæve deres tryllestav og ”tænde” den ved at bruge Lumos. Man kan tilsyneladende blive hentet i hele Storbritannien og bussens eneste begrænsning er, at den ikke kan køre over vand.
Ved kørsel over kortere distancer drøner den af sted igennem gaderne, totalt usynlig for mugglere, og får huse, skraldespande og lygtepæle til at flytte sig i stedet for at køre uden om dem. Ved længere distance laver den enorme hop på op til 160 km, hvilket resulterer i nogle gevaldige brag, der får hele bussen til at ryste.
Bussen bliver kørt af Ernie Kabang og Stan Stabejs er konduktør.

### Sirius Blacks motorcykel
Sirius ejede en stor flyvende motorcykel, som han lånte til Hagrid den nat, hvor Harrys forældre døde. Første gang man hører om den, er da Hagrid kommer flyvende på den, for at aflevere den spæde Harry til sin onkel og tante på Ligustervænget 4. Hagrid bruger den også til at hjælpe Harry væk fra Ligustervænget i bog 7. Den går i stykker under flugten, men Rowling har på en webchat udtalt at Hr. Weasley reparerede den, og at den til sidst endte hos Harry. 
Den overtræder givetvis loven af hemmeligholdelse af det magiske samfund og er med garanti ulovlig ifølge Registret for Ulovlige Besværgelsesduelige Objekter, ligesom Hr. Weasleys bil er det.

### Susepulver
Susepulver er et glitrende pulver, som troldmænd og hekse bruger til at transportere sig og kommunikere via pejse. Det er opfundet af Ignatia Wildsmith (1227-1320). Det kan bruges i alle pejse, der er tilsluttet Susenetværket. For at rejse fra et sted til et andet, skal pejsen være tændt. Man kaster en håndfuld susepulver ind i ilden, hvorefter flammerne bliver grønne, og stiller sig ind i ilden og siger destinationen højt og tydeligt. For at bruge det til at kommunikere med skal man knæle foran pejsen og stikke sit hoved ind i ilden. Hovedet vil så komme til syne i den ønskede pejs, og man kan tale med dem i den anden ende. Det kan også lade sig gøre at transportere enkelte kropsdele med Susepulver, da det næsten lykkes Dolora Nidkjær at fange Sirius med sin ene arm, anden gang han taler med Harry over Susenetværket. Folk kan desuden blive hidkaldt med Susepulver, som det sker i Fangen fra Azkaban, hvor Snape tilkalder Lupus via ildstedet på sit kontor, imens han forhører Harry om Røverkortet.
I Hemmelighedernes Kammer rejser familien Weasley med Susepulver til Diagonalstræde. Harry, der kommer til at suge noget af den varme aske ind i munden, får ikke udtalt destinationen ordentligt, hvorefter han ender i Borgin og Burkes. I den 4. Bog får Hr. Weasley tilsluttet Familien Dursleys ildsted til Susenetværket i en kort periode, da han ikke ved, at det er et ”kunstigt” ildsted, der er blokeret af en mur. Sirius bruger Susepulveret til at kommunikere med Harry i Flammernes Pokal. I Fønixordenen bruger Harry ildstedet i Gryffindors opholdsstue, og senere det på Nidkjærs kontor, til at kontakte Sirius. Han bliver tvunget til at bruge Nidkjærs, da hun overvåger alle andre kommunikationsveje ind og ud af Hogwarts. Susenetværket er styret af Ministeriet, og de har selv over 700 ildsteder i selve Ministeriet, så de ansatte kan tage direkte til og fra arbejde uden at bruge koste eller Transitnøgler.
Da Harry tager turen fra Vindelhuset til diagonalstræde, bliver det beskrevet, hvordan han hvirvler af sted og får glimtvise kig ind i troldmandshjem, som alle er tilsluttet susenetværket. Fred og George Weasley råder ham til at holde armene tæt ind til kroppen, så han ikke støder ind i noget undervejs.

### Tidsvender
En Tidsvender gør det muligt at rejse i tiden. Hermione får en Tidsvender af Professor McGonagall i Fangen fra Azkaban, så hun kan følge flere fag, end tiden normalt ville tillade. Hun bliver beordret til at holde det hemmeligt for alle, også Harry og Ron, som alligevel opdager at hun har et fuldstændigt umuligt skema, med flere timer, der ligger oven i hinanden. De oplever også flere gange, hvor hun på mystisk vis forsvinder og dukker op igen. Hendes voldsomme skema gør dog, at hun hen mod slutning af året er totalt udmattet. Hun ender med at fortælle Harry og Ron om hemmeligheden, da hun og Harry tager tilbage i tiden for at redde Sirius og Stormvind.
I Fønixordenen får man at vide, at der i Mysterietdepartementet er en stort antal Tidsvendere i et glasskab. Men i Kampen i Mysteriedepartement bliver skabet ødelagt. Fordi der er Tidsvendere i skabet kan man se skabet falde og blive smadret og derefter blive helt igen og igen.
I Halvblodsprinsen nævner Hermione, at der i en artikel i Profettidende står, at hele Ministeriets lager af Tidsvendere blev ødelagt i kampen. Det vides ikke, om der er andre uden for Ministeriet, der er i besiddelse af en Tidsvender.
Den Tidsvender, som Hermione får, beskrives som et lillebitte timeglas, der hænger i en lang guldkæde, men det vides ikke, om alle Tidsvendere ser sådan ud. Timeglasset vendes for at rejse i tiden, og antallet af gange man vender glasset, svarer til antallet af timer, man rejser tilbage i tiden. Tidsrejsen ender, når den der rejser, kommer til det punkt, hvor han eller hun rejste tilbage i tiden. Harry og Hermione rejser tre timer tilbage i tiden, efter deres ankomst i fortiden, kommer de tilbage til den tid, hvorfra de rejste.
Tidsrejser er meget farlige, og det er ekstremt vigtigt at man ikke ændrer noget i fortiden, eller bliver set af sig selv eller andre, da det kan have meget stor påvirkning på nutiden.

### Transitnøgler
En Transitnøgle er en ting, der blevet fortryllet med besværgelsen Portus, og som herefter kan transportere folk fra hvor Transitnøglen er, til et forudbestemt sted. Den kan transportere den første, der rører den, eller den kan blive aktiveret på et forudbestemt tidspunkt, hvor alle der rører den, når den bliver aktiveret, vil følge med. De kan også blive sat op til ”one-way”, engangsbrug eller at transportere folk frem og tilbage. De bliver første gang nævnt i Flammernes Pokal, hvor familien Weasley og Harry tager en fra Hermelinbakken til Verdensmesterskaberne i Quidditch.
At lave en Transitnøgle er under strenge restriktioner; Cornelius Fudge bliver meget vred, da Dumbledore laver en lige foran ham. Lupus siger på et tidspunkt, at ”det ikke er værd at risikere deres liv, for at lave en uautoriseret Transitnøgle.”
Normalt laver man en Transitnøgle ud af forskelligt skrammel såsom tomme dåser og gamle sko, for at forhindre Mugglere i at samle dem op og opdage deres magiske egenskab. Når man rejser med Transitnøgle føles det som et kraftigt træk bag navlen, og i det næste øjeblik er man fremme ved destinationen. Med nok øvelse kan det lade sig gøre at lande elegant på fødderne, når man kommer frem. I den fjerde film, da de tager Transitnøglen til Verdensmesterskaberne, lander Hr. Weasley, Cedric og Amos Diggory på fødderne, mens Harry, Ron, Hermione, Ginny og tvillingerne alle falder klodset ned på jorden, da de lander
I Flammernes Pokal bliver Flammernes Pokal lavet om til en Transitnøgle af den falske Skrækøje Dunder, så den første, der rører den, bliver sendt direkte hen til kirkegården, hvor Voldemort venter. Han prøver at sørge for, at det bliver Harry, der tager pokalen, men hans plan slår fejl, da Harry og Cedric tager pokalen sammen, og de bliver begge transporteret til kirkegården, hvor Peter Pettigrew slår Cedric ihjel.

## Ukategoriserede elementer

### Gubraitiansk ild
Gubraitiansk ild er en evig magisk ild, som kun ekstremt stærke troldmænd kan lave. Hagrid og Madame Maxime giver en gren med Grubraitiansk ild lavet af Dumbledore til kæmpernes Gurg (leder) i deres forsøg på at få dem på deres side.

### Gumlekål
Kinesisk gumlekål er en ingrediens, der kan bruges i eliksirer. Det bliver kortvarig nævnt i Harry Potter og Fønixordenen, da Harry, Ron og Hermione sidder på skolens bibliotek for at slå ingredienser op til næste time med Snape. Hermione skitserer et diagram af kinesisk gumlekål.

### Kedler
Kedler bliver brugt til at lave eliksirer i. Der er forskellige størrelser, og de bliver lavet af forskellige materialer. Eleverne på Hogwarts kan købe deres kedler i en butik i Diagonalstræde. På første år skal alle eleverne medbringe en tinkeddel i standardstørrelse nr. 2.

### Forlængelige Ører
Forlængelige Ører er bare en af de ting som Fred og George Weasley sælger i Brødrene Weasleys Troldmandstricks. De Forlængelige Ører er ører der hænger i en snor så man kan smuglytte til en hemmelig samtale. Dette er set brugt i Harry Potter og Fønixordenen da de holder et hemmeligt møde med den gendannede Fønixorden.

### Omnikikkert
En Omnikikkert er en magisk kikkert, som bliver nævnt i Flammernes Pokal, hvor Harry, Ron og Hermione bruger dem til at følge med i Quidditchkampen. Udover at fungere som en almindelig kikkert, kan Omnikikkerter også køre tingene man ser i slowmotion, eller genspille det man lige har set. Man kan også tilslutte en funktion, så de forskellige finter i Quidditch bliver skrevet med lilla skrift på linserne, når det bliver udført.

### Røverkortet
Røverkortet er et kort over Hogwarts skole for Heksekunstner og Troldmandskab. Det er fremstillet af Hugtand, Ormehale, Køter og Krone, der er alias'er for Remus Lupus, Peter Pettigrew, Sirius Black og James Potter, der alle gik på Hogwarts sammen.
Umiddelbart fremstår kortet som et gammelt blankt stykke pergament, men hvis man sige Jeg sværger højtideligt, at jeg er ude på skrammer og berører kortet med spidsen af sin tryllestav, kommer kortet frem. Det viser hele Hogwarts område med alle dets gange og korridorer. Også alle de hemmelige gange er vist, og kodeord til indgange til hemmelige passager og lignende. Det eneste kortet ikke viser er Fornødenhedsrummet og Hemmelighedernes Kammer. Udover at vise selve området viser det også alle personer, der befinder sig på området med en lille bevægelig prik og et navn.
Hverken en animagus eller en usynlighedskappe kan narre kortet.
Kortet viser også 7 hemmelige passager ud af Hogwarts, hvoraf pedellen Filch kender til de 4.
Når man vil gøre kortet blank igen skal man sige Den er i vinkel
Af ukendte veje er kortet endt hos Filch, der ikke anede hvad det var, og hvordan det virkede. Fred og George stjal det fra ham og fandt ud af, hvordan det virkede. De giver det til Harry på hans tredje år (i Fangen fra Azkaban) så han kan komme til Hogsmeade gennem en af de hemmelige passager.
Det vides ikke hvordan Harry får det tilbage fra Skrækøje efter han låner det, men han bruger det i de senere bøger. Da Rowling blev spurgt om hvordan det var gået til, sagde hun at Harry havde sneget sig ind i Skrækøjes kontor og fundet det, og at hun blot havde glemt at få det med i bogen. I en online chat blev hun spurgt, hvem af Harrys børn, han gav kortet til. Rowling svarede, at James (Harrys ældste søn) snuppede det fra sin far en dag.

### Deluminatoren
Deluminatoren er et lille aggregat, der ligner en lighter, som Dumbledore har opfundet. Den kan ”stjæle” elektrisk lys fra f.eks. en lygtepæl. og på den måde skjule folk i mørket. Når man vil tænde lyset igen, slipper man lyset fri, og lamperne vil tænde igen. I Fønixordenen låner Dunder den af Dumbledore, som bruger den, da han transporterer Harry fra Ligustervænget til Grumsted Plads Nr. 12.
I Dødsregalierne arver Ron den efter Dumbledore. Da han forlader de to andre i vrede, og senere fortryder, finder han ud af, at den også har en anden effekt. Da Hermione siger hans navn, kan han høre hende igennem apparatet. Når han trykker på den, kommer der et lys ud, som gør det muligt for ham at Transfere sig hen til dem. Det bliver dog besværliggjort, fordi Harry og Hermione har kastet utallige besværgelser omkring deres telt for at beskytte dem mod Dødsgardisterne. Ron bruger derfor lang tid, på at vente på at en af dem skal forlade lejren, så han kan i kontakte med dem.
Rowling har sagt, at Dumbledore efterlod den til Ron, fordi han regnede med at Ron kunne bruge lidt mere hjælp end de andre.

### Tryllestav
Trylletaven er det værktøj hekse og troldmænd bruger til at udføre magi. Uden tryllestav er det en stærkt begrænset mængde magi, de kan udføre. Tryllestave bliver brugt både som værktøj og våben i Den Magiske Verden. De har også været brugt til at lave diverse eliksirer igennem bøgerne. Normalt bærer man tryllestaven i en lomme i kappen eller gevandterne, men der er også eksempler på, at tryllestaven er inde i et andet objekt. Hagrid, der har fået knækket sin tryllestav, har gemt halvdelene inde i hans lyserød paraply, som han nu bruger, til at udføre magi med. I Den Magisk Verden får man, ved seriøse overtrædelser af Troldmandsloven, knækket sin tryllestav, så man er ude af stand til at udføre magi.
En tryllestav er lavet af en tryllestavsmager, der er har studeret læren om tryllestave. De bliver lavet af ”tryllestavsegnede træer”, hvilket er træ, som er i stand til at indeholde magi (kristtorn, taks, ibenholt, ask, rosentræ osv.). Derefter bliver en magisk kerne indsat, som går fra bund til top. De magiske kerner man hører om er: en fønixfjer, halehår fra en enhjørning, hår fra en Wilie og hjertefibre fra en drage. I Dødsregalierne får man at vide, at Oldstaven har en kerne af halehår fra en Thestral. Den eneste tryllestavsbutik man hører om er Ollivanders. I Flammernes Pokal undersøger Ollivander to ”fremmede” tryllestave; Viktor Krums som er lavet af Gregorovitch og ualmindeligt tyk, og Fleur Delacours som har kerne af håret fra en Wilie (fra hendes bedstemor, som var Wilie). Wiliehår giver ifølge Hr. Ollivander en ”temperamentsfuld” tryllestav, hvilket er årsagen til, at han ikke bruger dem til sine tryllestave.
En tryllestav bliver betragtet som personlig, men andre folks tryllestave kan godt blive brugt, skønt det ikke vil give ligeså god og kraftig magi, som hvis det var med ens egen tryllestav. I De Vises Sten prøver Harry stakkevis af tryllestave før han finder en som ”vælger ham”. Tryllestave med kerne fra samme ”kilde” giver den sære og sjældne effekte Prior Incantatem, når de bliver tvunget til at kæmpe mod hinanden, som det er tilfældet med Harrys og Voldemorts stave. I Flammernes Pokal bliver det afsløret at begge stave indeholder en halefjer fra Dumbledores fønix Fawkes.
Tryllestave kan godt skifte herre. Når en troldmand bliver besejret, eller hvis den bliver taget fra dem i en kamp, vil staven ”vælge” den, som har besejret dens tidligere ejer og virke fuldt ud ligeså godt for den nye herre, som den gjorde for den gamle. Det er uklart om staven vil virke normalt for den gamle ejer, hvis den bliver givet tilbage, og ikke taget i kamp. Dog skifter tryllestavet vundet med Expelliarmus tilsyneladende ikke herre – bortset fra Dumbledores, da han bliver afvæbnet af Draco. Hvis de har skiftet herre ved Expelliarmus, så virker de helt normalt, når deres oprindelig ejere får dem tilbage.

### Tryllotape
Tryllotape er et magisk klisterbånd, som Ron bruger i Hemmelighedernes Kammer til at reparere sin tryllestav efter han har ødelagt den. På engelsk hedder det Spellotape som spiller på det engelske ord Sellotape der er et slangord for almindelig gennemsigtig tape Storbritannien.

### Usynlighedskapper
For Harrys usynlighedskappe se under Dødsregalierne
En Usynlighedskappe er en kappe, der gør bæreren usynlig. Der findes forskellige slags usynlighedskapper, der alle er både meget sjældne og dyre. De kan være almindelige kapper med en Camuflagebesværgelse eller en Blændingsforhekselse eller være lavet af et specielt stof fra Fjernøsten. Med tiden vil alle disse kapper miste deres usynlighed og blive sårbare over for besværgelser.
Når man har en Usynlighedskappe på bliver man kun usynlig, men man bliver ikke luftig som et spøgelse. Skrækøje Dunders magiske øje kan dog godt se folk under kappen, hvilket ”ofte har kommet ham til gode”, siger han. Desuden kan Filch’ kat Madam Norris, og slanger også fornemme folk under Usynlighedskapper, fordi de bruger deres sanser på en anden måde end mennesker. En usynlighedskappe virker heller ikke på en Dementor, da den ikke kan se, men derimod kan mærke følelser.
Udover Harrys kappe, har Alastor Dunder også to. Den ene lånte han til Sturgis Podmore mens han arbejdede for Fønixordenen. Bartimeus Ferm ejede også en, som han brugte til at skjule sin søn under.

### Troldmandskort
Troldmandskort (fulde navn: Berømte Hekse- og Troldmands-kort) er et 5-kantet kort som man finder i chokoladen Platugler. Dette kort har et billede af en berømt heks eller troldmand på forsiden samt en lille beskrivelse af vedkommende, navnlig Albus Dumbledore har sit helt eget kort med billede og tekst. Disse kan kun fås ved køb af Platugler som er en slags Mælke-Chokolade-Frøer som er levende, og som kun har et' godt hop i sig. Harrys første hoppede ud af togvinduet på Hogwartsekspressen, og Ron har cirka 6 kort af Dumbledore. Æsken for Platugler er blå og er ligesom Troldmandskortet indeni 5-kantet.